# Język manx
Język manx (mański) (Gaelg Vanninagh; język manx gaelicki) – język z grupy goidelskiej języków celtyckich, który używany jest na Wyspie Man (dependencji Korony brytyjskiej), położonej na Morzu Irlandzkim. Pochodzi od języka staroiryjskiego, a zwłaszcza od jego dialektów ulsterskiego i galloway. Wyodrębnił się około V w. n.e. Najstarsze zapiski w tym języku pochodzą jednak dopiero z XVII w.

## Opis
Literatura w języku manx nie jest zbyt bogata. W roku 1775 wydano pełny przekład Pisma Świętego w języku manx na potrzeby duchowieństwa (nakład 40 egzemplarzy).
Manx jest językiem goidelskiem.
Obecnie język manx można uznać za język wymarły lub przynajmniej bliski wymarciu, podejmuje się jednak próby jego odrodzenia. Ostatnia osoba, która używała go jako języka ojczystego, Ned Maddrell, zmarła w roku 1974. Działania mające na celu ożywienie tego języka przyniosły pewne rezultaty – obecnie wielu mieszkańców wyspy nauczyło się języka manx i posługuje się nim jako drugim językiem, po angielskim. Według spisu ludności z 1991 roku były to 634 osoby z ponad osiemdziesięciotysięcznej populacji wyspy, 10 lat później zadeklarowało znajomość języka już ponad 1000 osób więcej (2,2% ludności wyspy). W ostatnich latach pojawiły się też osoby, dla których język manx jest pierwszym językiem – dzieci tych, którzy nauczyli się go i posługują się nim w życiu codziennym. W 2001 jako takie określiło się 56 osób.

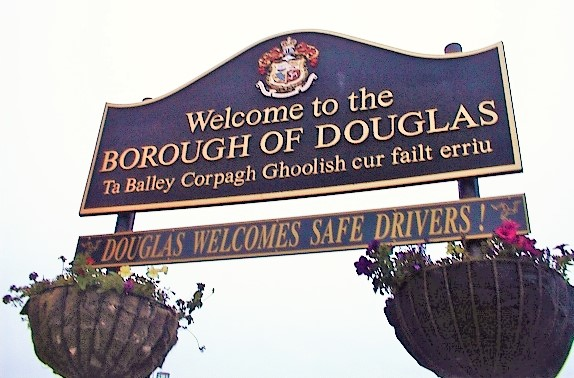
Tablica z dwujęzycznym napisem (w języku angielskim i w manx) na Wyspie Man

Zapis języka manx, inaczej niż języka irlandzkiego, czy szkockiego gaelickiego, nie odpowiada goidelskiej fonologii.
Jako mało znany język bywał wykorzystywany w konkursach lingwistycznych. W 2016 roku na Olimpiadzie Lingwistyki Matematycznej, rekrutującej uczestników do Międzynarodowej Olimpiady Lingwistycznej, pojawiło się zadanie wykorzystujące nazewnictwo liczebników i działań matematycznych w języku manx.